# Atletica leggera alla XVII Universiade
Le gare di atletica leggera alla XVII Universiade si sono svolte allo stadio dell'Università di Buffalo, negli Stati Uniti d'America, dal 14 al 18 luglio 1993.

## Risultati

### Uomini
| Specialità | Oro                                                                | Prestazione | Argento                                                               | Prestazione | Bronzo                                                       | Prestazione |
| 100 metri | Daniel Effiong                                                     | 10"07w      | Sam Jefferson                                                         | 10"13w      | Glenroy Gilbert                                              | 10"14w      |
| 200 metri | Bryan Bridgewater                                                  | 20"14w      | Chris Nelloms                                                         | 20"17w      | Iván García                                                  | 20"55w      |
| 400 metri | Ibrahim Hassan                                                     | 45"87       | Evon Clarke                                                           | 46"27       | Danny McFarlane                                              | 46"60       |
| 800 metri | Marko Koers                                                        | 1'48"57     | Oleg Stepanov                                                         | 1'49"50     | Nico Motchebon                                               | 1'49"52     |
| 1 500 metri | Abdelkader Chékhémani                                              | 3'46"32     | Bill Burke                                                            | 3'46"33     | Gary Lough                                                   | 3'46"77     |
| 5 000 metri | Khalid Khannouchi                                                  | 14'05"33    | Sergey Fedotov                                                        | 14'06"15    | Toshinari Takaoka                                            | 14'06"21    |
| 10 000 metri | Antonio Serrano                                                    | 28'16"16    | Yasuyuki Watanabe                                                     | 28'17"26    | Vincenzo Modica                                              | 28'17"73    |
| 110 metri ostacoli | Dietmar Koszewski                                                  | 13"48       | Glenn Terry                                                           | 13"58       | Stelios Bisbas                                               | 13"72       |
| 400 metri ostacoli | Derrick Adkins                                                     | 49"35       | Yoshihiko Saito                                                       | 49"61       | Dusán Kovács                                                 | 50"12       |
| 3 000 metri siepi | Michael Buchleitner                                                | 8'30"82     | Vladimir Pronin                                                       | 8'32"03     | Bizuneh Yae Tura                                             | 8'32"07     |
| 4×100 metri | Stati Uniti Bryan Bridgewater David Oaks Tony Miller Sam Jefferson | 38"65       | Giappone Satoru Inoue Tatsuo Sugimoto Hideaki Miyata Hisatsugu Suzuki | 38"97       | Cuba Joel Isasi Joel Lamela Jorge Aguilera Iván García       | 39"20       |
| 4×400 metri | Stati Uniti Chris Jones Aaron Payne Kevin Lyles Scott Turner       | 3'02"34     | Giappone Shigekazu Omori Seiji Inagaki Yoshihiko Saito Masayoshi Kan  | 3'03"21     | Ungheria David Somfai Dusán Kovács László Kiss Miklos Arpasi | 3'04"27     |
| Maratona | Kennedy Manyisa                                                    | 2'12'19     | Kim Wan-Ki                                                            | 2'15'35     | Hyung Jae-Young                                              | 2'15'53     |
| Marcia 20 km | Robert Korzeniowski                                                | 1'22'01     | Daniel García                                                         | 1'22'58     | Bernardo Segura                                              | 1'24'11     |
| Salto in alto | Tony Barton                                                        | 2,30 m      | Stevan Zoric                                                          | 2,30 m      | Arturo Ortíz Ruslan Stipanov                                 | 2,27 m      |
| Salto con l'asta | István Bagyula                                                     | 5,70 m      | Alberto Giacchetto                                                    | 5,60 m      | Jean Galfione                                                | 5,60 m      |
| Salto in lungo | Kareem Streete-Thompson                                            | 8,22 m (w)  | Obinna Eregbu                                                         | 8,18 m      | Vitaliy Kyrylenko                                            | 8,04 m      |
| Salto triplo | Tosi Fasinro                                                       | 16,91 m (w) | Oleg Sakirkin                                                         | 16,89 m     | Julian Golley                                                | 16,88 m (w) |
| Getto del peso | Aleksandr Klimenko                                                 | 19,72 m     | Paolo Dal Soglio                                                      | 19,64 m     | Chris Volgenau                                               | 19,54 m     |
| Lancio del disco | Alexis Elizalde                                                    | 62,98 m     | Adewale Olukoju                                                       | 62,96 m     | Nick Sweeney                                                 | 62,52 m     |
| Lancio del martello | Vadim Kolesnik                                                     | 77,00 m     | Balázs Kiss                                                           | 76,88 m     | Christophe Épalle                                            | 76,80 m     |
| Lancio del giavellotto | Louis Fouché                                                       | 79,64 m     | Ed Kaminski                                                           | 77,52 m     | Mika Parviainen                                              | 77,14 m     |
| Decathlon | Sébastien Levicq                                                   | 7874 pts    | Indrek Kaseorg                                                        | 7864 pts    | Darrin Steele                                                | 7653 pts    |
| record mondiale; record mondiale stagionale; record africano; record asiatico; record europeo; record nord-centroamericano e caraibico; record sudamericano; record oceaniano; record delle Universiadi; record nazionale; record personale; record personale stagionale. |                                                                    |             |                                                                       |             |                                                              |             |

### Donne
| Specialità | Oro                                                                        | Prestazione | Argento                                                         | Prestazione | Bronzo                                                                     | Prestazione |
| 100 metri | Dahlia Duhaney                                                             | 11"56       | Liliana Allen                                                   | 11"57       | Beatrice Utondu                                                            | 11"59       |
| 200 metri | Flirtisha Harris                                                           | 22"56w      | Dahlia Duhaney                                                  | 22"79w      | Wang Huei-Chen                                                             | 22"80w      |
| 400 metri | Michelle Collins                                                           | 52"01       | Youlanda Warren                                                 | 52"18       | Nancy McLeón                                                               | 52"84       |
| 800 metri | Amy Wickus                                                                 | 2'03"72     | Inez Turner                                                     | 2'04"14     | Daniela Antipov                                                            | 2'04"75     |
| 1 500 metri | Lynne Robinson                                                             | 4'12"03     | Julie Speights                                                  | 4'12"43     | Sarah Howell                                                               | 4'13"30     |
| 3 000 metri | Clare Eichner                                                              | 9'04"32     | Iulia Ionescu                                                   | 9'05"10     | Rosalind Taylor                                                            | 9'06"25     |
| 10 000 metri | Iulia Negura                                                               | 32'22"99    | Suzana Ciric                                                    | 32'26"68    | Alina Tecuta                                                               | 32'29"18    |
| 100 metri ostacoli | Dawn Bowles                                                                | 13"16       | Marsha Guialdo                                                  | 13"24       | Nicole Ramalalanirina                                                      | 13"28       |
| 400 metri ostacoli | Heike Meissner                                                             | 56"10       | Debbie-Ann Parris                                               | 56"11       | Trevaia Williams                                                           | 56"57       |
| 4×100 metri | Stati Uniti Crystal Braddock Cheryl Taplin Flirtisha Harris Chryste Gaines | 43"37       | Nigeria Mary Tombiri Faith Idehen Christy Opara Beatrice Utondu | 44"25       | Canada Katie Anderson Dionne Wright Dena Burrows France Gareau             | 45"20       |
| 4×400 metri | Stati Uniti Crystal Irving Maicel Malone Youlanda Warren Michelle Collins  | 3'26"18     | Cuba Nancy McLeón Yudalis Limonta Idalmis Bonne Oraidis Ramirez | 3'28"95     | Nigeria Onyinye Chikezie Omotayo Akinremi Olabisi Afolabi Omolade Akinremi | 3'34"97     |
| Maratona | Noriko Kawaguchi                                                           | 2'37'47     | Franca Fiacconi                                                 | 2'38'44     | Nao Otani                                                                  | 2'40'17     |
| 10,000 metres walk | Long Yuwen                                                                 | 46'16"75    | Olga Leonenko                                                   | 46'18"40    | Larisa Ramazanova                                                          | 46'18"58    |
| Salto in alto | Tanya Hughes                                                               | 1,95 m      | Nele Žilinskiene                                                | 1,95 m      | Larisa Hryhorenko                                                          | 1,95 m      |
| Salto in lungo | Mirela Dulgheru                                                            | 6,69 m (w)  | Vanessa Monar-Enweani                                           | 6,57 m (w)  | Daphne Saunders                                                            | 6,53 m      |
| Salto triplo | Niurka Montalvo                                                            | 14,16 m (w) | Šárka Kašpárková                                                | 14,00 m (w) | Monica Toth                                                                | 13,96 m (w) |
| Getto del peso | Zhou Tianhua                                                               | 19,17 m     | Belsy Laza                                                      | 18,48 m     | Katrin Koch                                                                | 16,70 m     |
| Lancio del disco | Renata Katewicz                                                            | 62,40 m     | Jackie McKernan                                                 | 60,72 m     | Anja Gündler                                                               | 60,56 m     |
| Lancio del giavellotto | Lee Young-Sun                                                              | 58,62 m     | Tanja Damaske                                                   | 57,68 m     | Valerie Tulloch                                                            | 56,52 m     |
| Eptathlon | Urszula Wlodarczyk                                                         | 6127 pts    | Birgit Gautzsch                                                 | 5934 pts    | Kelly Blair                                                                | 5926 pts    |
| record mondiale; record mondiale stagionale; record africano; record asiatico; record europeo; record nord-centroamericano e caraibico; record sudamericano; record oceaniano; record delle Universiadi; record nazionale; record personale; record personale stagionale. |                                                                            |             |                                                                 |             |                                                                            |             |

## Medagliere
| #      | Nazione                             | Oro | Argento | Bronzo | Totale |
| ------ | ----------------------------------- | --- | ------- | ------ | ------ |
| 1      | Stati Uniti                         | 14  | 8       | 5      | 27     |
| 2      | Polonia                             | 3   | 0       | 0      | 3      |
| 3      | Cuba                                | 2   | 3       | 3      | 8      |
| 4      | Germania                            | 2   | 2       | 3      | 7      |
| 5      | Romania                             | 2   | 1       | 3      | 6      |
| 6      | Ucraina                             | 2   | 1       | 3      | 6      |
| 7      | Regno Unito                         | 2   | 1       | 2      | 5      |
| 8      | Francia                             | 2   | 0       | 2      | 4      |
| 9      | Cina                                | 2   | 0       | 0      | 2      |
| 10     | Giappone                            | 1   | 4       | 2      | 7      |
| 11     | Nigeria                             | 1   | 3       | 2      | 6      |
| 12     | Giamaica                            | 1   | 4       | 1      | 6      |
| 13     | Ungheria                            | 1   | 1       | 2      | 4      |
| 14     | Corea del Sud                       | 1   | 1       | 1      | 3      |
| 15     | Spagna                              | 1   | 0       | 1      | 2      |
| 16     | Austria                             | 1   | 0       | 0      | 1      |
| 17     | Ghana                               | 1   | 0       | 0      | 1      |
| 18     | Kenya                               | 1   | 0       | 0      | 1      |
| 19     | Marocco                             | 1   | 0       | 0      | 1      |
| 20     | Paesi Bassi                         | 1   | 0       | 0      | 1      |
| 21     | Sudafrica                           | 1   | 0       | 0      | 1      |
| 22     | Italia                              | 0   | 3       | 1      | 4      |
| 23     | Russia                              | 0   | 3       | 1      | 4      |
| 24     | Partecipanti Indipendenti           | 0   | 2       | 0      | 2      |
| 25     | Canada                              | 0   | 1       | 4      | 5      |
| 26     | Messico                             | 0   | 1       | 1      | 2      |
| 27     | Rep. Ceca                           | 0   | 1       | 0      | 1      |
| 28     | Estonia                             | 0   | 1       | 0      | 1      |
| 29     | Kazakistan                          | 0   | 1       | 0      | 1      |
| 30     | Lituania                            | 0   | 1       | 0      | 1      |
| 31     | Bahamas                             | 0   | 0       | 1      | 1      |
| 32     | Taipei Cinese                       | 0   | 0       | 1      | 1      |
| 33     | Governo di transizione dell'Etiopia | 0   | 0       | 1      | 1      |
| 34     | Finlandia                           | 0   | 0       | 1      | 1      |
| 35     | Grecia                              | 0   | 0       | 1      | 1      |
| 36     | Irlanda                             | 0   | 0       | 1      | 1      |
| 37     | Madagascar                          | 0   | 0       | 1      | 1      |
| Totale | Totale                              | 43  | 43      | 44     | 130    |